# アナスタシウス (対立教皇)
アナスタシウス3世ビブリオテカリウス（? - 878年）は、ローマ教皇であるベネディクトゥス3世の対立教皇であり、神学者・司書官でもある（在位：855年）。「ビブリオテカリウス」は「書物の人」を意味する。ビブリオテカリウスはビブリオテカルスともいわれる。

## 生涯
ギリシャ人で、当世最高の神学者・学者と評されたほどの人物だった。そのため歴代教皇からは司書官として重用された。
855年9月29日にベネディクトゥス3世が教皇として選出されたが、これは彼より前に選出された人物が教皇位を拒否したために得た幸運に過ぎなかった。このためベネディクトゥス3世に対する不満が噴出し、反対派がアナスタシウス3世ビブリオテカリウスを擁立したのである。
しかしアナスタシウス3世は学者としての学識こそ高かったが、性格はだらしなく周囲に対する配慮も怠った。このため人望を失ってベネディクトゥス3世と和解する。通例ならば対立教皇は厳しく処分されるが、彼の学識を惜しんでベネディクトゥス3世は罪に問わなかった。ベネディクトゥス3世の死後、即位したニコラウス1世には大修道院長に任命される。さらにハドリアヌス2世とヨハネス8世の時代には司書として教皇の側近となり、重用された。
878年に死去した。